# (12016) Green
(12016) Green es un asteroide perteneciente al cinturón de asteroides, descubierto el 1 de diciembre de 1996 por Paul G. Comba desde el Observatorio de Prescott, Arizona, Estados Unidos.

## Designación y nombre
Designado provisionalmente como 1996 XC. Fue nombrado Green en honor al matemático inglés George Green. Su nombre está asociado con el "Teorema de Green" utilizada en la solución de las ecuaciones diferenciales parciales.

## Características orbitales
Green está situado a una distancia media del Sol de 2,434 ua, pudiendo alejarse hasta 2,909 ua y acercarse hasta 1,960 ua. Su excentricidad es 0,194 y la inclinación orbital 6,725 grados. Emplea 1387,83 días en completar una órbita alrededor del Sol.

## Características físicas
La magnitud absoluta de Green es 14. Tiene 8 km de diámetro y su albedo se estima en 0,08.